# 마이마이
마이마이(mymy)는 삼성전자에서 생산한 포터블 미디어 플레이어이다. 워크맨의 유사품이다. 1981년 5월에 시판되었다. 출시된 후 대한민국 청소년들에게 큰 인기를 얻었다.